# Мост (группа художников)
«Мост» (нем. Die Brücke), также (нем. KG Brücke — Künstlergruppe Brücke) — группа немецких художников, будущих экспрессионистов, созданная в 1905 году студентами архитектурного отделения Высшего технического училища и Школы искусств в Дрездене.

## История основания и художественные идеи группы
7 июня 1905 года считается днём основания одной из самых известных художественных групп Германии начала XX века. В этот день четыре молодых студента, изучающих архитектуру в Высшего технического училища, решили объединить свои усилия по созданию нового искусства. Этими художниками были Фриц Блейль, Эрнст Людвиг Кирхнер, Эрих Хеккель и Карл Шмидт-Ротлуф. Художники давно знали друг друга. Так, Блейль и Кирхнер вместе учились в Саксонской Технической школе ещё с 1902 года, также оба факультативно изучали живопись. Хеккель и Шмидт-Ротлуф знали друг друга ещё со школьных лет в Хемнице. Познакомил друзей старший брат Хеккеля, бывший одноклассник Кирхнера. Инициатива создания группы исходила от Кирхнера. Вначале художники собирались в его мастерской.
Название объединения они нашли в сочинениях своего кумира философа Фридриха Ницше. По иной версии название «Брюке» придумал Шмидт-Ротлуф. «Не совсем ясно, имел ли он в виду многочисленные мосты Дрездена, которые часто служили мотивом для художников, или это была метафора желания двигаться вперед в искусстве и преодолевать старые условности». Хеккель написал об этом названии в своём дневнике: «Конечно, мы думали о том, как мы могли бы обнародовать информацию. Однажды вечером мы снова говорили об этом по дороге домой. Шмидт-Ротлуф сказал, что мы могли бы назвать группу „мост“ — это сложное слово, оно не будет означать программу, но оно, так сказать, приведёт нас от одного берега к другому».
В специальной книге «Кощунственные песни» (лат. Odi profanum) каждый участник делал зарисовки, записывал свои мысли и идеи. Название они взяли из оды ГорацийГорация — «Odi profanum vulgus» («Прочь, нечестивый сброд»). Они не принимали в равной степени натурализм академического искусства и поверхностную декоративность югендстиля. Манифест, выпущенный ими в 1905 году, гласил: «С верой в развитие, в новое поколение творцов и ценителей искусства мы взываем ко всей молодежи. И как молодёжь, несущая в себе будущее, мы хотим добиться свободы жить и творить вопреки закоснелым старым силам. Каждый, кто свободно и искренне выражает то, что его вынуждает к творчеству, должен быть с нами».

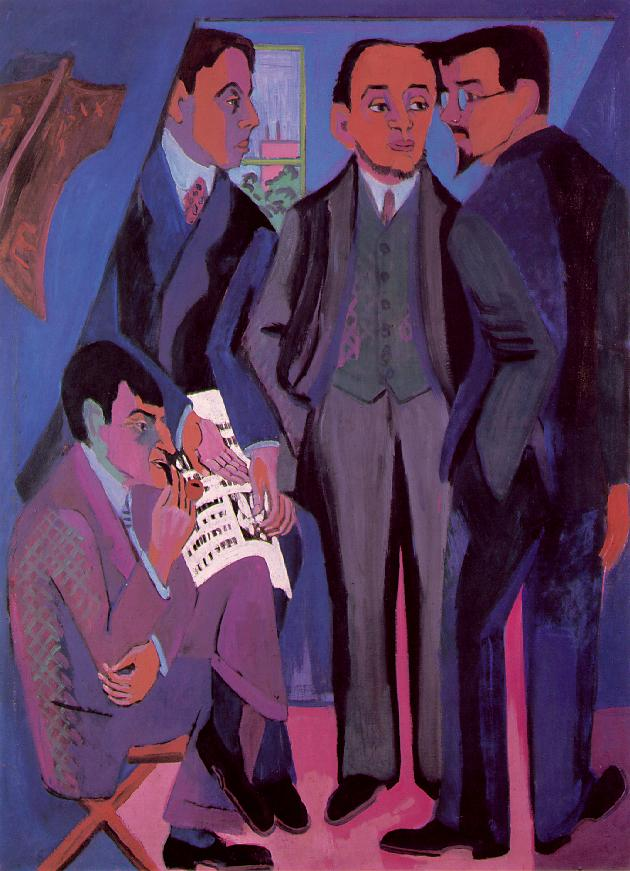
Э. Л. Кирхнер. Групповой портрет участников группы «Мост». 1926—1927
Хроника группы «Мост» Э. Л. Кирхнера. 1913.
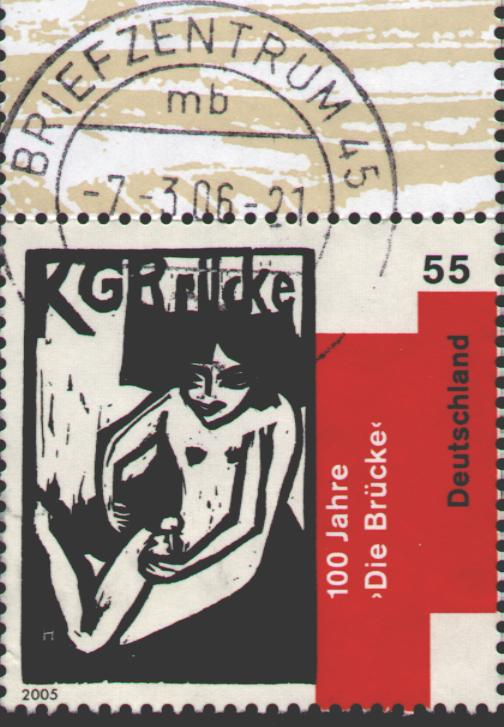
Почтовая марка ФРГ в честь 100-летия группы
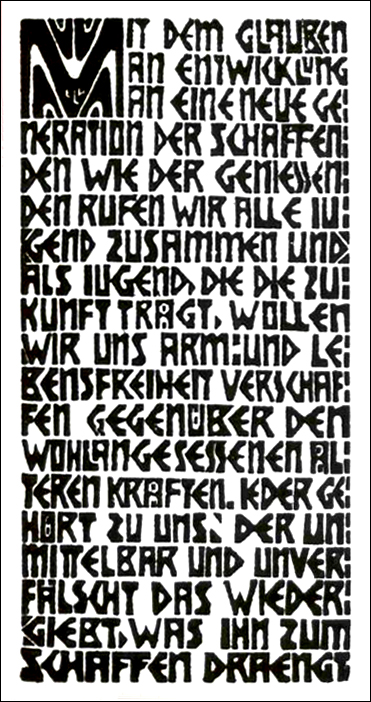
Эрнст Людвиг Кирхнер. Программа группы «Мост». 1906

В манифесте впервые прозвучало ключевое слово: «выражение» (нем. Ausdruck, ставшее впоследствии основой идеологии немецкого экспрессионизма. Художники искали вдохновение в природе, но, пользуясь определением Ницше, ради выражения «религиозной чувственности искусства». Картины, рисунки и гравюры художников группы «Мост» подчёркнуто грубы, лапидарны, они демонстрируют пренебрежение красотой формы ради непосредственности выражения.
Состав группы постепенно менялся. Фриц Блейль, получивший, вместе с Кирхнером, ещё до основания группы диплом архитектора, в 1907 году покинул объединение и переехал в силезский Фрейберг, чтобы преподавать в местной архитектурной школе. В то же время в группу вошли несколько новых талантливых художников: Эмиль Нольде (с февраля 1906 года по конец 1907), Макс Пехштейн (1906—1913), Отто Мюллер (1910—1930). Также целый ряд иностранных художников объявили себя принадлежащими к этой группе, среди них швейцарец Куно Амье (с 1906), финн Аксели Галлен-Каллела (1907), голландец Кеес ван Донген (1908), чех Богумил Кубишта (1911). Всего же к моменту распада группы в ней официально насчитывалось семьдесят пять членов, подавляющее большинство из которых принимали в работе группы лишь финансовое участие. Пассивным членам предлагался ежегодный членский взнос в размере 12, а затем и 25 марок. Основные члены группы ежегодно выезжали на этюды в летние месяцы на Морицбургские пруды под Дрезденом; в Дангаст, что в Ольденбурге на Северном море; в Восточную Пруссию, в Нидден или на балтийский остров Фемарн. «Поддерживающим» членом группы стал историк искусства Пауль Фердинанд Шмидт.
Вербовка дополнительных активных членов проходила не без успеха, но они в основном оставались далёкими. Кес ван Донген, самый важный «международный новобранец моста», входил в кружок фовистов, в 1908 году он принял участие в параллельной выставке французских художников в салоне Эмиля Рихтера. «Мост» также призывал к участию отцов своего собственного восстания — Эдварда Мунка и Анри Матисса, но тщетно. В 1908 году Макс Пехштейн переехал в Берлин, остальные активные члены группы в 1910 году последовали его примеру. Так закончился «дрезденский период» в деятельности группы «Мост» и начался «берлинский». В это время внутри группы возник разлад. Интенсивная художественная жизнь Берлина по-разному подействовала на Кирхнера, Пехштейна, Шмидт-Ротлуфа, Хеккеля и Мюллера, и это сказалось на их отношениях. Теперь они выезжали на этюды по одному, иногда вдвоём — но никогда вместе, как это было в дрезденский период.
В годовом отчете за 1912 год Л. Кирхнер объявил, что весной выйдет «Хроника Брюке» (Chronik von Brücke). Текст, написанный Кирхнером, был создан по согласованию с остальными членами группы, но оказался слишком односторонним и был отвергнут. В хронике Кирхнер изобразил себя истинным гением группы и подчеркнул свое значение. Он также писал рецензии на работы своих друзей под псевдонимом, в которых обвинял других участников в копировании его произведений. Чтобы поддержать свои претензии на лидерство, он даже обозначил некоторые из своих работ более ранними датами. Это привело к разрыву. М. Пехштейн со скандалом вышел из группы, а Хеккель, Шмидт-Ротлуф и Мюллер публично обвинили Кирхнера в самовосхвалении, односторонней демонстрации своей значительности. 27 мая 1913 года группа «Мост» разослала своим «пассивным» членам извещение о том, что группа прекращает существование. Подпись Кирхнера под этим письмом отсутствовала.

## Творчество
В начальный период существования группы её участники разработали своеобразный «групповой стиль», при котором картины по темам и способу написания были столь схожи, что не всегда сразу удавалось различить, кто является автором. Этим коллективным стилем «Мост» старался не только теснее связать сообщество, но и выразить протест против привычного, буржуазно-индивидуалистического представления о художнике, как об «одиноком гении».
Источники вдохновения были разные. Кирхнер вдохновлялся средневековой южногерманской резьбой по дереву и увлёк своих товарищей архаической скульптурой. Хеккель вырезал простым ножом угловатые скульптурки из дерева, а Кирхнер подчёркнуто аляповато их раскрашивал. Художники увлекались наивным искусством примитивов, народных мастеров, детскими рисунками и даже «произведениями душевнобольных, находя там искренность и непосредственность выражения».
Они изучали искусство Океании, работы художников понт-авенской группы последователей Поля Гогена, а также творчество Винсента Ван Гога. Более того, художники стремились достигнуть своего идеала не только в искусстве, но и в жизни. Они открыли на лесных озёрах Морицбурга в окрестностях Дрездена саксонскую Аркадию. Они поселились в прибрежных камышах со своими натурщицами, ходили обнажёнными под летним солнцем, купались, загорали, отдавали дань Эроту, живя «in unio mystica» c природой. Они изображали себя и своих натурщиц в самых дерзких ракурсах, «добиваясь острых ритмов, деформировали тела с поразительной самоуверенностью». Художники также делали много фотографий обнажённых моделей. Помимо друзей обнажёнными моделями выступали и дети, в частности, девятилетний Френци.

## Дальнейшая история
Художники группы «Мост» не находили признания ни у своих же друзей, ни у зрителей и критиков. Пехштейн отмечал в своих воспоминаниях: "На наши картины плевали, на рамах писали матерные слова, а мою картину (…) злодей проткнул гвоздем или карандашом. В 1910 году картины Пехштейна были отвергнуты Берлинским сецессионом. Это привело к основанию Нового сецессиона под руководством Пехштейна, к которому из солидарности присоединились и другие члены группы «Мост». В мае 1910 года в художественном салоне Махта Мемориальной церкви кайзера Вильгельма прошла выставка протеста «Отвергнутые Берлинским сецессионом» (Zurückgewiesener der Secession Berlin statt). Отзывы были разрушительными. Критик Макс Осборн писал, что если группа продолжит слепо идти по этому пути, то конец будет сопряжён с большим фиаско и огромными страданиями.
Художники переехали в Берлин, они связались с издателями Гервартом Вальденом и Францем Пфемфертом и публиковали свои работы в журналах «Der Sturm» и «Die Aktion». В феврале 1912 года художники показали свои работы в галерее Гольц в Мюнхене на второй выставке объединения «Синий всадник», основанного там годом ранее, а летом приняли участие в важной выставке Зондербунда в Кёльне.
Начавшаяся в 1914 году Первая мировая война сломала все мечты художников о «земном рае». Э. Л. Кирхнер, пережив психологическую травму на фронте, многие годы провёл в клинике и в конце концов, в 1938 году покончил жизнь самоубийством.
Одним из отважных искусствоведов, которые пытались продолжать писать о новом искусстве даже после того, как к власти в Германии пришли национал-социалисты был Пауль Фердинанд Шмидт. В журнале «Kunst der Nation» он опубликовал серию очерков, в том числе об Августе Маке и Эмиле Нольде. Однако всё это закончилось в 1937 году устроенной нацистами выставкой Дегенеративное искусство, на которой было представлено в общей сложности около 650 картин, почти половина из них состояла из работ художников группы «Мост». После выставки картины были уничтожены.
Герварт Вальден в 1911 году дал название новому течению в искусстве: «экспрессионизм».
В 1967 году в Берлине был открыт Музей группы Мост (Brücke-Museum). В музее хранится около 400 картин и скульптур, а также несколько тысяч рисунков, акварелей и рисунков, что делает его крупнейшей в мире целостной коллекцией работ художников-экспрессионистов.

## Галерея

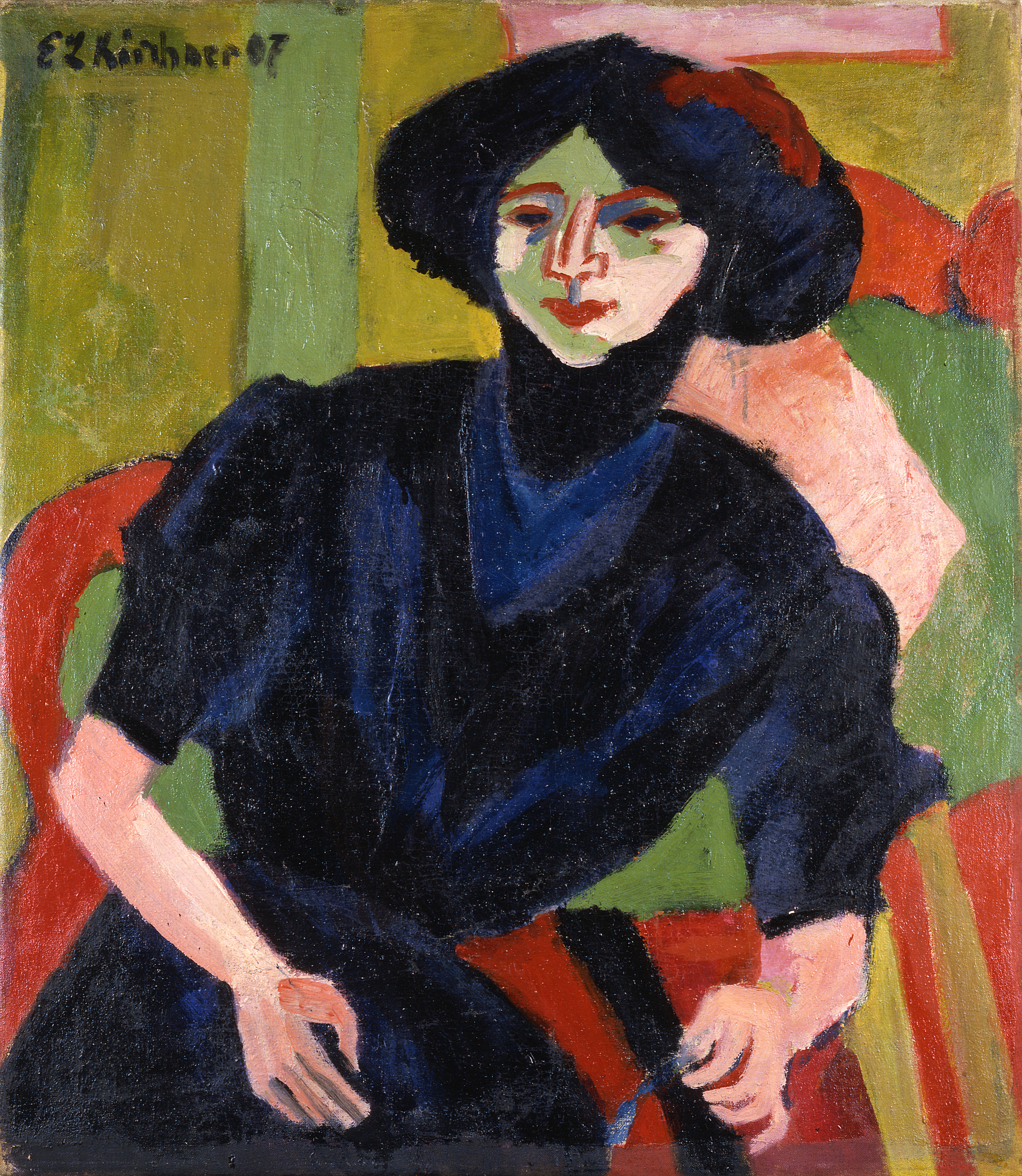
Э. Л. Кирхнер. Портрет женщины. 1911. Холст, масло. Художественный музей, Сент-Луис, США
O. Мюллер. Три женщины. 1922. Холст, масло. Брюке-музей, Берлин
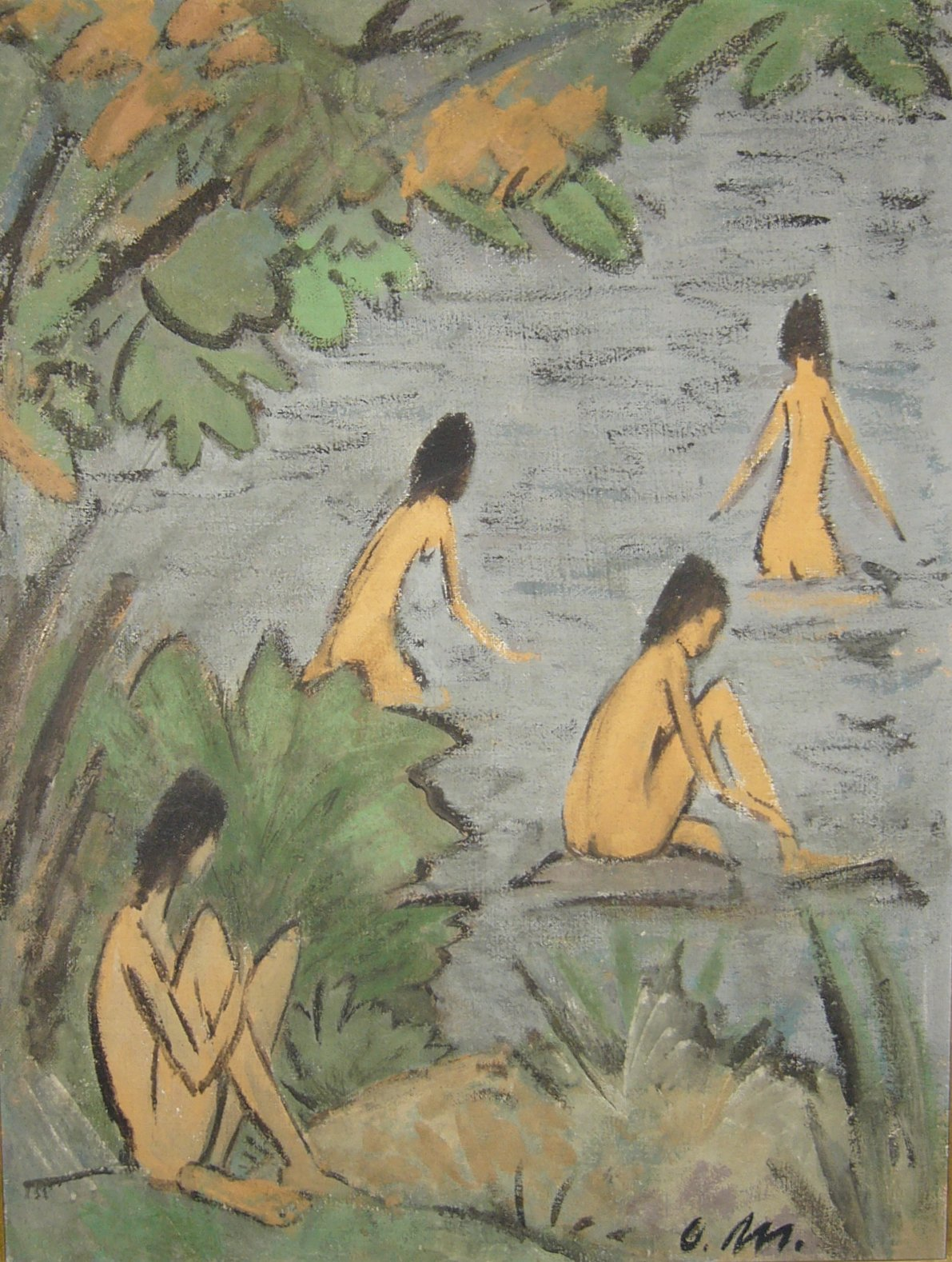
О. Мюллер. Пейзаж с купальщицами. 1915. Холст, масло. Давос, Швейцария
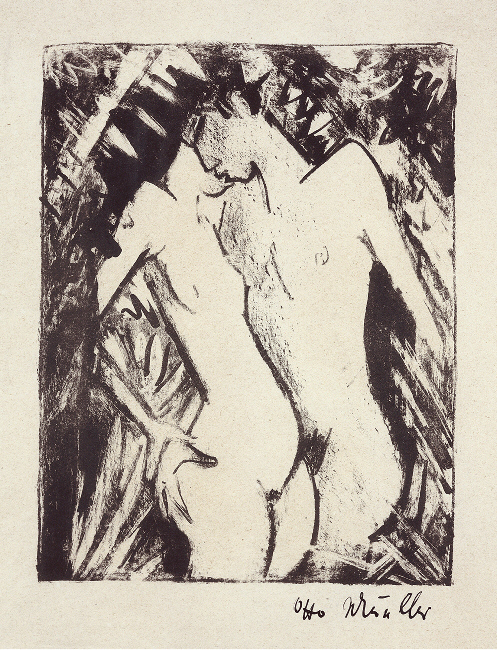
O. Мюллер. Любовная пара. Ок. 1919. Литография
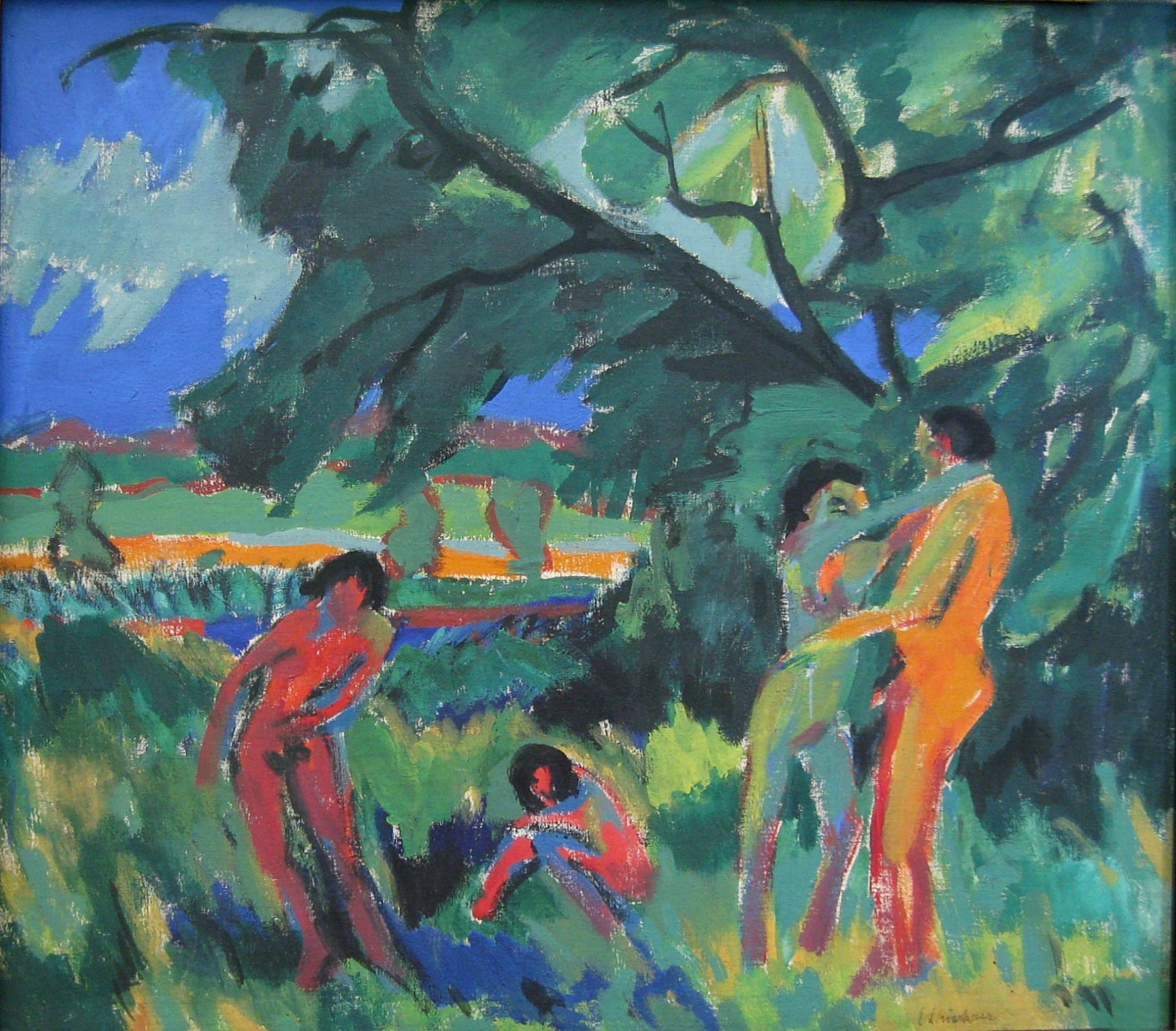
Э. Л. Кирхнер. Играющие обнажённые. 1910. Холст, масло. Новая пинакотека, Мюнхен
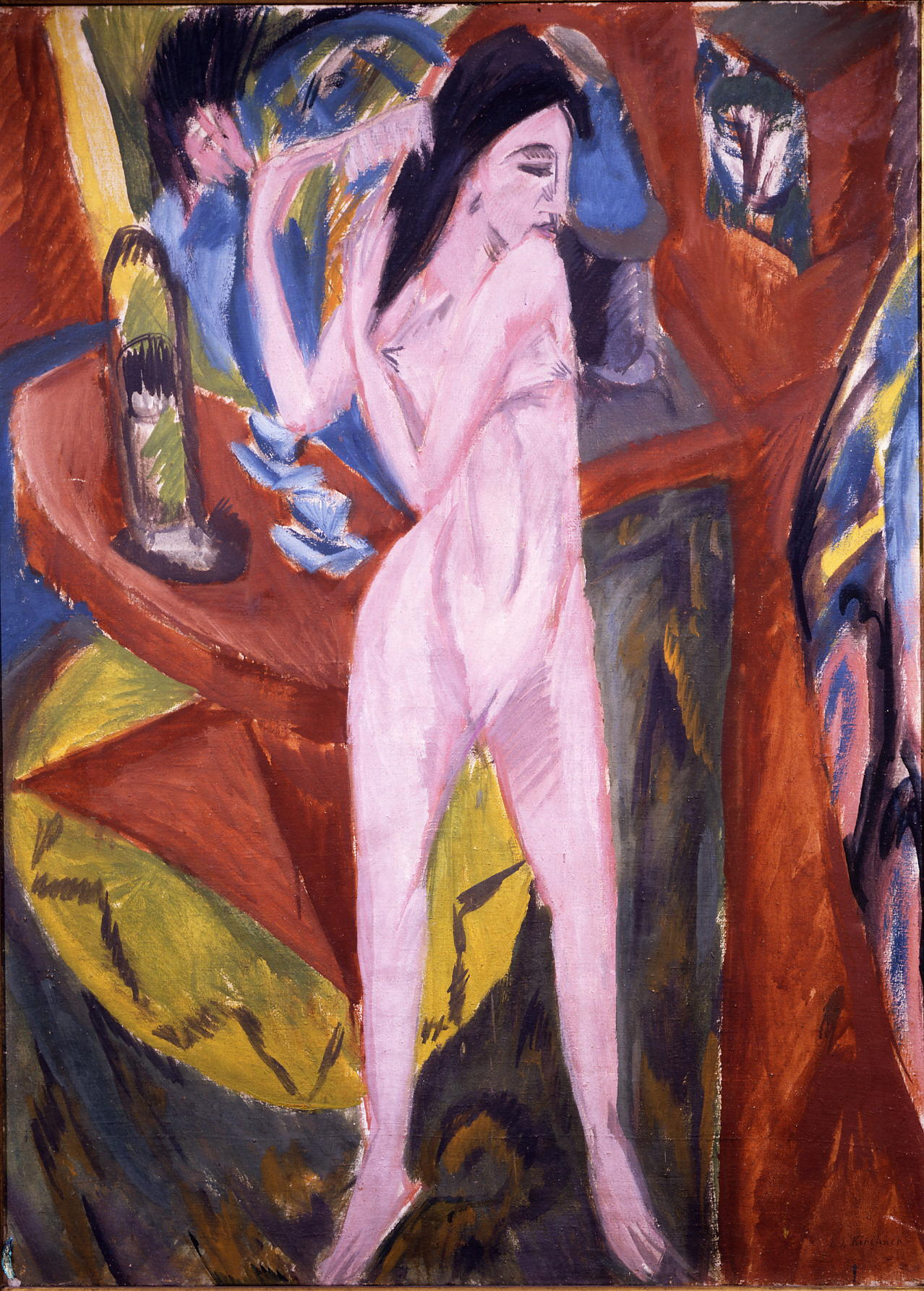
Э. Л. Кирхнер. Расчёсывающая волосы. 1913. Холст, масло. Брюке-музей, Берлин